# Читральская экспедиция
Читральская экспедиция (англ. Chitral Expedition) — военная экспедиция 1895 года, в ходе которой британские войска сняли осаду с военного поста в Читрале, расположенного на северо-западной границе Британской Индии.
Государство Читрал на северо-востоке Индии оставалось независимым до 1876 года, когда оно стало протекторатом махараджи Кашмира, попав в сферу влияния Британской империи. В 1892 году умер правитель (мехтар) Читрала Аман-уль-Мульк, и вспыхнула ожесточенная борьба за престолонаследие. Англо-индийское правительство, основываясь на старых вассальных отношениях Читрала в Кашмиру, находившемуся, в свою очередь, под протекторатом Великобритании, признало необходимым вмешаться в вопрос о назначении нового мехтара. Английскому политическому агенту в Гилгите майора Джорджу Робертсону было приказано выступить в Читрал с небольшим отрядом, который занял читральский форт 1 февраля 1895 года и назначил Шуджа-Аль-Мулька временным мехтаром. Однако, появление британских войск вызвало большое возбуждение в стране. В течение марта в окрестностях Мастуджа и Буни читральцы напали и частью уничтожили несколько мелких английских отрядов. С первых чисел марта войска Умра-хана и Шер-Афзуля (одного из братьев покойного Аман-уль-Мулька) осадили читральский форт с находившимся в нём небольшим английским гарнизоном.
Форт Читрал имел площадь 80 ярдов и был построен из глины, камня и дерева. Стены были 25 футов в высоту и восемь футов в толщину. К реке, единственному источнику воды, был короткий крытый путь. В форте находилось 543 человека, из них 343 комбатанта, в том числе пять британских офицеров. Артиллерийскую поддержку обеспечивали две 7-фунтовые горные пушки без прицелов и боезапас в 80 снарядов. На человека было всего 300 патронов и еды на месяц. Количество осаждающих форт Читрал не поддается оценке и сильно менялось в ходе осады. Вероятно, в любой момент времени осаду проводили от 2000 до 5000 человек.

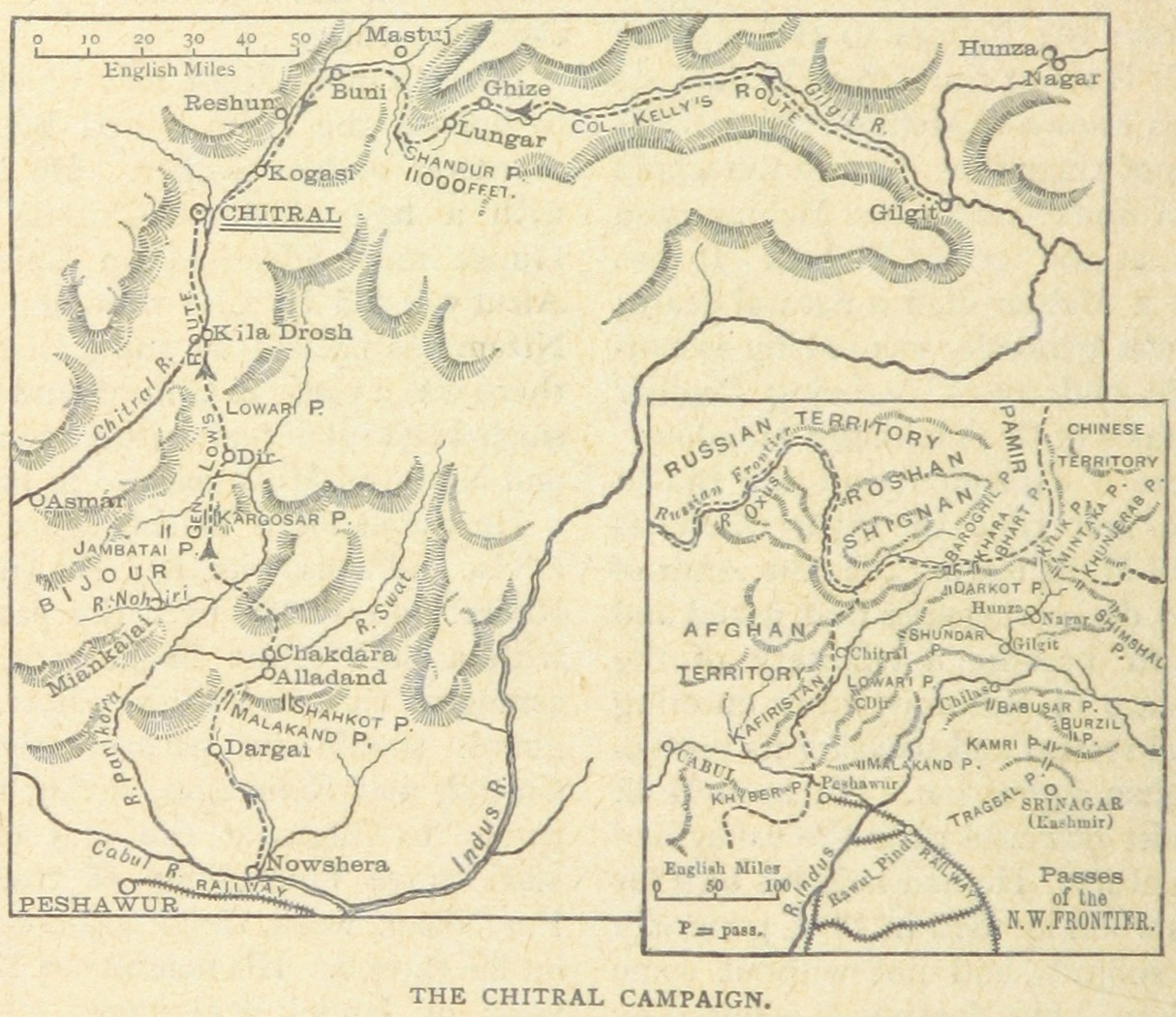
Театр военных действий.

Для освобождения осажденных и усмирения страны, британцы направили войска с двух сторон: со стороны Гилгита — отряд полковника Келли (4,5 батальонов, 6 орудий), и со стороны Пешавара — дивизию генерала Лоу (всего 17 батальонов, 9 эскадронов, 18 орудий).
3 марта из форта был отправлен отряд для определения сил противника, который подвергся внезапному нападению читральцев и, потеряв 23 человек убитыми и 33 ранеными, отступил в форт. Примерно в то же время небольшой отряд, шедший на помощь из Гилгита, потерпел поражение. Боеприпасы и взрывчатые вещества, которые они доставляли, оказались захвачены. После гибели Капитана Бэрда и ранения капитана Кэмпбелла гарнизон возглавил капитан Чарльз Таунсенд. Гарнизон подвергался частому ружейному обстрелу со стороны противника. Кроме того, осаждающие бомбардировали форт, бросая камни из пращей. К 5 апреля читральцы были в 50 ярдах от стен. 7 апреля они подожгли юго-восточную башню, которая горела 5 часов, но не рухнула. Четыре дня спустя осаждающие начали рыть туннель, чтобы взорвать форт. Туннель начинался от дома, где они устраивали шумные вечеринки, чтобы скрыть звуки копания. К тому времени, когда послышались звуки копания, было слишком поздно копать контрмину. Сто защитников выскочили из восточных ворот, нашли устье туннеля, закололи копавших штыками и взорвали туннель взрывчаткой, а затем вернулись, потеряв восемь человек. В ночь на 18 апреля кто-то прокричал через стену, что осаждающие бежали. На следующее утро хорошо вооруженная группа, вышедшая из форта, не обнаружила противника. Силы помощи полковника Келли, пройдя 525 миль за 25 дней, прибыли к Читралу 20 апреля и обнаружили «ходячих скелетов». Осада длилась полтора месяца и стоила защитникам жизни 41 человека.
В это же время дивизия генерала Лоу, вторгнувшись 3 апреля через Малакандский перевал, после целого ряда боев, частью со сватами, частью с войсками Умра-хана (у Малаканда, Чакдара, в Баджаурской долине у Джандолы, Гозана и др.), достигла Читрала 16 мая. Повстанцы, понесшие ряд поражений, лишившиеся одного из своих вождей — Шер-Афзуля, захваченного англичанами, ослабляемые внутренними распрями, рассеялись и прекратили военные действия. Англичане решили оккупировать княжество Читрал и в главных пунктах страны (Читрал, Кала-Дрош) поставили постоянные гарнизоны.